# Édouard-Léonor Havin
Pour les articles homonymes, voir Havin.
Édouard-Léonor Havin, né le 9 juillet 1755 au Mesnil-Opac, dans la Manche et mort le 16 août 1829  à Caen, dans le Calvados est un homme politique français de la fin du XVIIIe et du début du XIXe siècle.

## Biographie
Fils de Michel André Havin et Marie Anne Osmond, Édouard-Léonor Havin est avocat à Saint-Lô. Administrateur du district de Saint-Lô, il a été membre de la Convention et député au Conseil des Anciens.
Le département de la Manche l'élit comme membre de la Convention le 8 septembre 1792. Il se prononce pour la mort de Louis XVI lors de son procès, en admettant toutefois le sursis.
Frappé par la loi contre les régicides, il se réfugie en Angleterre et s'installe à Portsmouth. Expulsé, il fuit vers Malines, en Belgique. Il obtient plus tard l'autorisation de rentrer en France.
Son fils, Léonor-Joseph Havin (1799-1868), sera député et président du Conseil général de la Manche.